# Krajková
Krajková (en allemand : Gossengrün) est une commune du district de Sokolov, dans la région de Karlovy Vary, en Tchéquie. Sa population s'élevait à 967 habitants en 2020.

## Géographie
Krajková se trouve à 11 km au nord-ouest de Sokolov, à 25 km à l'ouest de Karlovy Vary et à 137 km à l'ouest de Prague.
La commune est limitée par Kraslice et Oloví au nord, par Dolní Nivy et Josefov à l'est, par Habartov au sud et par Nový Kostel et Luby à l'ouest.

## Histoire
La première mention écrite de la localité date de 1277.